# 酋長ジェロニモ
『酋長ジェロニモ』（しゅうちょうジェロニモ、Geronimo）は、1962年に公開されたアメリカ合衆国の西部劇映画。ジェロニモの活躍を脚色を交えて描く作品。主演はチャック・コナーズ。テクニカラー作品。

## キャスト
※括弧内は日本語吹替（初回放送1968年5月19日『日曜洋画劇場』）
- ジェロニモ：チャック・コナーズ（中台祥浩）
- ティーラ：カマラ・デヴィ（弓恵子）
- ウィリアム・メイナード：パット・コンウェイ（穂積隆信）
- ナッチェス：アルマンド・シルベストレ
- ジョン・デラヘイ中尉：アダム・ウェスト
- マンガース：ロス・マーティン
- コンラッド上院議員：デンヴァー・パイル